# ثوم كأسي
الثوم الكأسي (باللاتينية: Allium cupani) نوع نباتي عشبي يتبع جنس الثوم من الفصيلة الثومية.

## الموئل والانتشار
ينتشر في المغرب العربي واليونان وقبرص وبلغاريا وألبانيا ومقدونيا وصربيا والجبل الأسود والبوسنة وكرواتيا وسلوفينيا وإيطاليا.